# Damien Chrysostome
Damien Koffi Anderson Chrysostome (Cotonou, 24 maggio 1982) è un ex calciatore beninese di ruolo difensore.

## Carriera

### Club
Cresciuto nel Cittadella debutta tra i professionisti proprio con i padovani. Nel 2005 viene dato in prestito alla Biellese mentre nel 2006 passa al Cuneo e nel 2007 al Casale. Nel 2008 si trasferisce in Francia al Metz e nel 2009 in Turchia al Denizlispor.

### Nazionale
Dal 2003 al 2011 ha fatto parte della Nazionale del Benin con la quale partecipa alla Coppa d'Africa 2004 alla Coppa d'Africa 2008 e alla Coppa d'Africa 2010.

## Statistiche

### Cronologia presenze e reti in nazionale
| Cronologia completa delle presenze e delle reti in nazionale ― Benin | Cronologia completa delle presenze e delle reti in nazionale ― Benin | Cronologia completa delle presenze e delle reti in nazionale ― Benin | Cronologia completa delle presenze e delle reti in nazionale ― Benin | Cronologia completa delle presenze e delle reti in nazionale ― Benin | Cronologia completa delle presenze e delle reti in nazionale ― Benin | Cronologia completa delle presenze e delle reti in nazionale ― Benin | Cronologia completa delle presenze e delle reti in nazionale ― Benin |
| Data                                                                 | Città                                                                | In casa                                                              | Risultato                                                            | Ospiti                                                               | Competizione                                                         | Reti                                                                 | Note                                                                 |
| -------------------------------------------------------------------- | -------------------------------------------------------------------- | -------------------------------------------------------------------- | -------------------------------------------------------------------- | -------------------------------------------------------------------- | -------------------------------------------------------------------- | -------------------------------------------------------------------- | -------------------------------------------------------------------- |
| 8-9-2002                                                             | Cotonou                                                              | Benin                                                                | 4 – 0                                                                | Tanzania                                                             | Qual. Coppa d'Africa 2004                                            | -                                                                    |                                                                      |
| 12-10-2002                                                           | Lusaka                                                               | Zambia                                                               | 1 – 1                                                                | Benin                                                                | Qual. Coppa d'Africa 2004                                            | -                                                                    |                                                                      |
| 15-2-2003                                                            | Cotonou                                                              | Benin                                                                | 1 – 0                                                                | Ghana                                                                | Amichevole                                                           | -                                                                    |                                                                      |
| 23-3-2003                                                            | Cotonou                                                              | Benin                                                                | 2 – 1                                                                | Guinea Equatoriale                                                   | Amichevole                                                           | 1                                                                    |                                                                      |
| 29-3-2003                                                            | Omdurman                                                             | Sudan                                                                | 3 – 0                                                                | Benin                                                                | Qual. Coppa d'Africa 2004                                            | -                                                                    | Ammonizione                                                          |
| 8-6-2003                                                             | Cotonou                                                              | Benin                                                                | 3 – 0                                                                | Sudan                                                                | Qual. Coppa d'Africa 2004                                            | -                                                                    |                                                                      |
| 11-10-2003                                                           | Antananarivo                                                         | Madagascar                                                           | 1 – 1                                                                | Benin                                                                | Qual. Mondiali 2006                                                  | -                                                                    | 69’                                                                  |
| 16-11-2003                                                           | Cotonou                                                              | Benin                                                                | 3 – 2 dts                                                            | Madagascar                                                           | Qual. Mondiali 2006                                                  | -                                                                    |                                                                      |
| 14-1-2004                                                            | Gafsa                                                                | Tunisia                                                              | 2 – 0                                                                | Benin                                                                | Amichevole                                                           | -                                                                    |                                                                      |
| 17-1-2004                                                            | Sfax                                                                 | Tunisia                                                              | 2 – 1                                                                | Benin                                                                | Amichevole                                                           | -                                                                    |                                                                      |
| 27-1-2004                                                            | Sfax                                                                 | Sudafrica                                                            | 2 – 0                                                                | Benin                                                                | Coppa d'Africa 2004 - 1º turno                                       | -                                                                    |                                                                      |
| 31-1-2004                                                            | Sfax                                                                 | Marocco                                                              | 4 – 0                                                                | Benin                                                                | Coppa d'Africa 2004 - 1º turno                                       | -                                                                    |                                                                      |
| 4-2-2004                                                             | Sfax                                                                 | Nigeria                                                              | 2 – 1                                                                | Benin                                                                | Coppa d'Africa 2004 - 1º turno                                       | -                                                                    |                                                                      |
| 6-6-2004                                                             | Yaoundé                                                              | Camerun                                                              | 2 – 1                                                                | Benin                                                                | Qual. Mondiali 2006                                                  | -                                                                    | 58’                                                                  |
| 13-6-2004                                                            | Ouagadougou                                                          | Burkina Faso                                                         | 4 – 2                                                                | Benin                                                                | Amichevole                                                           | -                                                                    |                                                                      |
| 20-6-2004                                                            | Cotonou                                                              | Benin                                                                | 1 – 1                                                                | Sudan                                                                | Qual. Mondiali 2006                                                  | -                                                                    | 55’                                                                  |
| 3-9-2004                                                             | Tripoli                                                              | Libia                                                                | 4 – 1                                                                | Benin                                                                | Qual. Mondiali 2006                                                  | -                                                                    | 69’ 82’                                                              |
| 10-10-2004                                                           | Cotonou                                                              | Benin                                                                | 0 – 1                                                                | Costa d'Avorio                                                       | Qual. Mondiali 2006                                                  | -                                                                    |                                                                      |
| 3-9-2006                                                             | Lomé                                                                 | Togo                                                                 | 2 – 1                                                                | Benin                                                                | Qual. Coppa d'Africa 2008                                            | -                                                                    |                                                                      |
| 7-2-2007                                                             | Rouen                                                                | Senegal                                                              | 2 – 1                                                                | Benin                                                                | Amichevole                                                           | -                                                                    |                                                                      |
| 25-3-2007                                                            | Bamako                                                               | Mali                                                                 | 1 – 1                                                                | Benin                                                                | Qual. Coppa d'Africa 2008                                            | -                                                                    |                                                                      |
| 3-6-2007                                                             | Cotonou                                                              | Benin                                                                | 0 – 0                                                                | Mali                                                                 | Qual. Coppa d'Africa 2008                                            | -                                                                    | 34’                                                                  |
| 17-6-2007                                                            | Cotonou                                                              | Benin                                                                | 4 – 1                                                                | Togo                                                                 | Qual. Coppa d'Africa 2008                                            | -                                                                    |                                                                      |
| 21-8-2007                                                            | Créteil                                                              | Benin                                                                | 2 – 2                                                                | Gabon                                                                | Amichevole                                                           | -                                                                    |                                                                      |
| 12-10-2007                                                           | Freetown                                                             | Sierra Leone                                                         | 0 – 2                                                                | Benin                                                                | Qual. Coppa d'Africa 2008                                            | -                                                                    |                                                                      |
| 17-11-2007                                                           | Accra                                                                | Benin                                                                | 1 – 0                                                                | Emirati Arabi Uniti                                                  | Amichevole                                                           | -                                                                    |                                                                      |
| 21-11-2007                                                           | Accra                                                                | Ghana                                                                | 4 – 2                                                                | Benin                                                                | Amichevole                                                           | -                                                                    |                                                                      |
| 21-1-2008                                                            | Sekondi-Takoradi                                                     | Mali                                                                 | 1 – 0                                                                | Benin                                                                | Coppa d'Africa 2008 - 1º turno                                       | -                                                                    |                                                                      |
| 25-1-2008                                                            | Sekondi-Takoradi                                                     | Costa d'Avorio                                                       | 4 – 1                                                                | Benin                                                                | Coppa d'Africa 2008 - 1º turno                                       | -                                                                    | 9’ 70’                                                               |
| 29-1-2008                                                            | Sekondi-Takoradi                                                     | Nigeria                                                              | 2 – 0                                                                | Benin                                                                | Coppa d'Africa 2008 - 1º turno                                       | -                                                                    |                                                                      |
| 1-6-2008                                                             | Luanda                                                               | Angola                                                               | 3 – 0                                                                | Benin                                                                | Qual. Mondiali 2010                                                  | -                                                                    |                                                                      |
| 8-6-2008                                                             | Cotonou                                                              | Benin                                                                | 4 – 1                                                                | Uganda                                                               | Qual. Mondiali 2010                                                  | -                                                                    |                                                                      |
| 14-6-2008                                                            | Niamey                                                               | Niger                                                                | 0 – 2                                                                | Benin                                                                | Qual. Mondiali 2010                                                  | -                                                                    |                                                                      |
| 22-6-2008                                                            | Cotonou                                                              | Benin                                                                | 2 – 0                                                                | Niger                                                                | Qual. Mondiali 2010                                                  | -                                                                    |                                                                      |
| 20-8-2008                                                            | Rabat                                                                | Marocco                                                              | 3 – 1                                                                | Benin                                                                | Amichevole                                                           | -                                                                    | 43’                                                                  |
| 7-9-2008                                                             | Cotonou                                                              | Benin                                                                | 3 – 2                                                                | Angola                                                               | Qual. Mondiali 2010                                                  | -                                                                    |                                                                      |
| 12-10-2008                                                           | Kampala                                                              | Uganda                                                               | 2 – 1                                                                | Benin                                                                | Qual. Mondiali 2010                                                  | -                                                                    |                                                                      |
| 19-11-2008                                                           | Il Cairo                                                             | Egitto                                                               | 5 – 1                                                                | Benin                                                                | Amichevole                                                           | -                                                                    |                                                                      |
| 11-2-2009                                                            | Blida                                                                | Algeria                                                              | 2 – 1                                                                | Benin                                                                | Amichevole                                                           | -                                                                    | 51’                                                                  |
| 29-3-2009                                                            | Kumasi                                                               | Ghana                                                                | 1 – 0                                                                | Benin                                                                | Qual. Mondiali 2010                                                  | -                                                                    |                                                                      |
| 7-6-2009                                                             | Cotonou                                                              | Benin                                                                | 1 – 0                                                                | Sudan                                                                | Qual. Mondiali 2010                                                  | -                                                                    |                                                                      |
| 21-6-2009                                                            | Bamako                                                               | Mali                                                                 | 3 – 1                                                                | Benin                                                                | Qual. Mondiali 2010                                                  | -                                                                    |                                                                      |
| 11-8-2009                                                            | Dieppe                                                               | Benin                                                                | 1 – 1                                                                | Gabon                                                                | Amichevole                                                           | -                                                                    | Ingresso                                                             |
| 6-9-2009                                                             | Cotonou                                                              | Benin                                                                | 1 – 1                                                                | Mali                                                                 | Qual. Mondiali 2010                                                  | -                                                                    |                                                                      |
| 11-10-2009                                                           | Cotonou                                                              | Benin                                                                | 1 – 0                                                                | Ghana                                                                | Qual. Mondiali 2010                                                  | -                                                                    |                                                                      |
| 14-11-2009                                                           | Omdurman                                                             | Sudan                                                                | 1 – 2                                                                | Benin                                                                | Qual. Mondiali 2010                                                  | -                                                                    |                                                                      |
| 6-1-2010                                                             | Lomé                                                                 | Benin                                                                | 1 – 0                                                                | Libia                                                                | Amichevole                                                           | -                                                                    | 46’                                                                  |
| 12-1-2010                                                            | Benguela                                                             | Mozambico                                                            | 2 – 2                                                                | Benin                                                                | Coppa d'Africa 2010 - 1º turno                                       | -                                                                    |                                                                      |
| 16-1-2010                                                            | Benguela                                                             | Nigeria                                                              | 1 – 0                                                                | Benin                                                                | Coppa d'Africa 2010 - 1º turno                                       | -                                                                    |                                                                      |
| 20-1-2010                                                            | Benguela                                                             | Egitto                                                               | 2 – 0                                                                | Benin                                                                | Coppa d'Africa 2010 - 1º turno                                       | -                                                                    |                                                                      |
| 5-9-2010                                                             | Cotonou                                                              | Benin                                                                | 1 – 1                                                                | Burundi                                                              | Qual. Coppa d'Africa 2012                                            | -                                                                    |                                                                      |
| 9-10-2010                                                            | Kigali                                                               | Ruanda                                                               | 0 – 3                                                                | Benin                                                                | Qual. Coppa d'Africa 2012                                            | -                                                                    |                                                                      |
| 9-2-2011                                                             | Tripoli                                                              | Libia                                                                | 3 – 2                                                                | Benin                                                                | Amichevole                                                           | -                                                                    |                                                                      |
| 27-3-2011                                                            | Accra                                                                | Costa d'Avorio                                                       | 2 – 1                                                                | Benin                                                                | Qual. Coppa d'Africa 2012                                            | -                                                                    | 27’                                                                  |
| 5-6-2011                                                             | Cotonou                                                              | Benin                                                                | 2 – 6                                                                | Costa d'Avorio                                                       | Qual. Coppa d'Africa 2012                                            | -                                                                    | Ammonizione                                                          |
| Totale                                                               |                                                                      | Presenze                                                             | 55                                                                   |                                                                      | Reti                                                                 | 1                                                                    |                                                                      |